# ایران در آستانه مشروطیت
اوضاع سیاسی، اجتماعی، فرهنگی، اقتصادی و بازرگانی ایران در آستانه مشروطیت «در سرزمین آرزوها»  کتابی که در سال ۱۹۰۲ انتشار یافته‌است. سفرنامه‌ای است که یک جهانگرد ماجراجو پس از یک سال سیر و سفر در ایران نوشته‌است. کتاب مقطع بسیار مهمی از تاریخ ایران را تشریح می‌کند. چند سال بعد از ماجرای تنباکو و مرگ ناصرالدین شاه و چند سال قبل از جنبش مشروطه در ایران و انقلاب اکتبر در روسیه. در زمانی که این جهانگرد در ایران به سر می‌برده‌است ویلیام ناکس دارسی هم در ایران مشغول عقد قرار داد نفت خود بوده‌است. سال‌های ۱۹۰۰ تا ۱۹۰۲ از منظر تاریخی و جامعه شناختی جزو مهم‌ترین سال‌های دوران قاجار است. تصویری که نویسنده در این کتاب ارائه می‌دهد تصویری چند بعدی است. ساختارهای اجتماعی، سیاسی، اقتصادی، مردم شناختی و فرهنگ شناختی دوران قاجار و حتی ویژگی‌های جغرافیائی ایران در این تصویر کاملاً مشهود است. دورنمای بروز یک انقلاب در ایران نیز در جای جای نوشته‌ها به چشم می‌خورد.
نویسنده کتاب آرنولد هنری ساویج لندور، خود شخصیت قابل مطالعه‌ای دارد. وی نقاشی هنرمند، عکاسی خوش ذوق، دانشمند و مخترعی تأثیرگذار، نویسنده‌ای چیره دست و تحلیلگری نکته سنج است. این تنها سفر او به ایران است اما چنان دقیق به ایران نگریسته‌است که شاید هیچ ایرانی آن دوران چنین به ایران نگاه نکرده‌است. این کتاب به دلیل کهولت تابع حقوق معنوی نبوده و ترجمه آن مجاز بوده‌است.